# 刘瑞莲
刘瑞莲（1957年10月—），安徽砀山人，汉族，中华人民共和国政治人物，第十一届全国人民代表大会安徽地区代表。

## 生平
毕业于安徽淮北煤炭师范学院（现淮北师范大学）数学专业，是中共党员。担任安徽省砀山县葛集镇人大主席。1983年10月起擔任白腊园村党支部书记。先後於1997年、2003年當選為安徽省九届、十届人大代表。2008年起担任全国人大代表。

## 榮譽
- 2009年，獲授全国三八红旗手[8]。